# Slavoj Liberec
Slavoj Liberec byl český fotbalový klub z Liberce. Založen byl v roce 1949 pod názvem Sokol Čechie Liberec XI. O rok později se klub přejmenoval na Slavoj Liberec. Slavoj se stal v roce 1953 prvním libereckým klubem v nejvyšší soutěži. V roce 1955 se Slavoj sloučil s Tatranem Liberec. O tři roky později se Slavoj sloučil s Jiskrou Liberec. Nově vzniklý klub dostal název Slovan Liberec.

## Historické názvy
Zdroj: 
- 1949 – Sokol Čechie Liberec XI
- 1950 – DSO Slavoj Liberec (Dobrovolná sportovní organisace Slavoj Liberec)
- 1955 – fúze s Tatranem Liberec ⇒ název nezměněn
- 1957 – TJ Slavoj Liberec (Tělovýchovná jednota Slavoj Liberec)
- 1958 – fúze s Jiskrou Liberec ⇒ TJ Slovan Liberec
- 1958 – zánik

## Umístění v jednotlivých sezonách
Zdroj: 
Legenda: Z - zápasy, V - výhry, R - remízy, P - porážky, VG - vstřelené góly, OG - obdržené góly, +/- - rozdíl skóre, B - body, červené podbarvení - sestup, zelené podbarvení - postup, fialové podbarvení - reorganizace, změna skupiny či soutěže
| Československo (1953 – 1958) |                                          |        |     |     |     |     |     |     |     |     |        |
| Sezóny                       | Liga                                     | Úroveň | Z   | V   | R   | P   | VG  | OG  | +/- | B   | Pozice |
| 1953                         | Přebor československé republiky          | 1      | 13  | 3   | 1   | 9   | 19  | 37  | -18 | 7   | 11.    |
| 1954                         | Oblastní soutěž – sk. C                  | 3      | ... | ... | ... | ... | ... | ... | ... | ... |        |
| 1955                         | Celostátní československá soutěž – sk. A | 2      | 22  | 6   | 6   | 10  | 29  | 42  | -13 | 18  | 10.    |
| 1956                         | Oblastní soutěž – sk. C                  | 3      | ... | ... | ... | ... | ... | ... | ... | ... |        |
| 1957/58                      | 2. liga – sk. A                          | 2      | 33  | 14  | 4   | 15  | 66  | 58  | +8  | 32  | 7.     |